# Wirbellinie

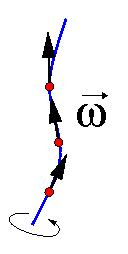
Wirbellinie (blau) mit Wirbelvektoren (schwarz) von Fluidelementen (rot)

Die Wirbellinie ist nach Hermann von Helmholtz eine Linie, die durch ein  Strömungsfeld so gezogen wird, dass ihre Richtung überall mit der Richtung der Drehachse der strömenden Teilchen zusammentrifft.:4
Sie ist ein mit der Stromlinie verwandter Begriff aus der Strömungsmechanik: so wie der Geschwindigkeitsvektor tangential zur Stromlinie ist, so ist die Wirbelstärke {\displaystyle {\vec {\omega }}} tangential zur Wirbellinie; eine Wirbellinie wird also an jedem Punkt durch die Wirbelstärke tangiert, siehe Bild. Die Wirbelstärke beschreibt dabei die Drehung der Fluidelemente um sich selbst, indem sie in Richtung der Drehachse der Elemente weist und ihr Betrag ein Maß für die Drehgeschwindigkeit der Fluidelemente ist.
Eine Wirbelfläche ist eine von Wirbellinien gebildete Fläche in der Strömung und eine Wirbelröhre ein röhrenförmiger Bereich, dessen Mantelfläche aus Wirbellinien besteht.:24 Ein Wirbelfaden ist – analog zum Stromfaden – eine Wirbelröhre mit (infinitesimal) kleinem Querschnitt, so dass die Fluideigenschaften im Wirbelfaden als über den Querschnitt konstant angenommen werden können.:130

## Definition
Eine bei der theoretischen Beschreibung von Wirbeln zentrale Größe ist die  Wirbelstärke, Wirbeldichte oder der Wirbelvektor
{\displaystyle {\vec {\omega }}:=\operatorname {rot} \,{\vec {v}}\,,}
d. h. die Rotation „rot“ des Geschwindigkeitsfeldes {\displaystyle {\vec {v}}}.
Gelegentlich wird auch definiert
{\displaystyle {\vec {\omega }}:={\frac {1}{2}}\operatorname {rot} {\vec {v}}},
was keinen wesentlichen Unterschied macht.
Analog zur Stromlinie wird die Wirbellinie {\displaystyle {\vec {x}}_{\omega }(s)} definiert mittels der Differentialgleichung
{\displaystyle {\frac {\mathrm {d} {\vec {x}}_{\omega }}{\mathrm {d} s}}={\vec {\omega }}({\vec {x}}_{\omega }(s),t)\quad \Rightarrow \quad \mathrm {d} {\vec {x}}_{\omega }\parallel {\vec {\omega }}}
mit einem Kurvenparameter {\displaystyle s}.

## Eigenschaften

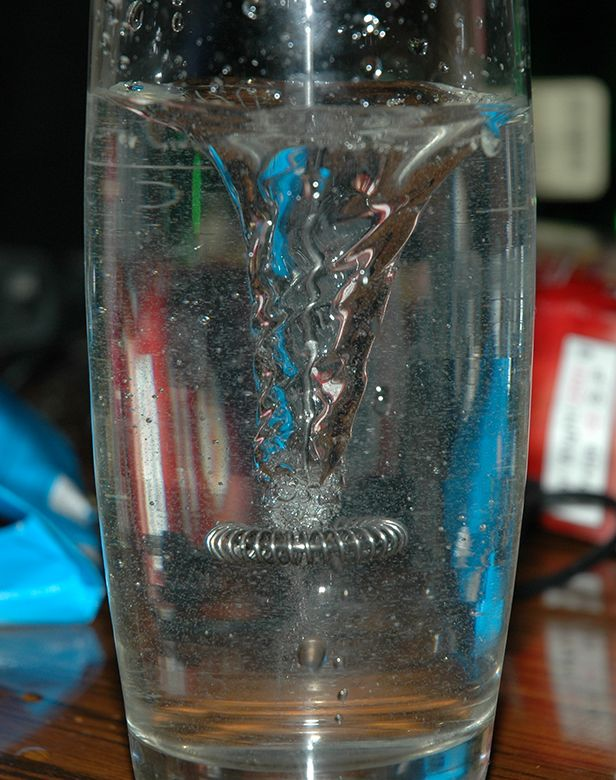
Abbildung 1: Wasserwirbel (Strudel) in einem Glas

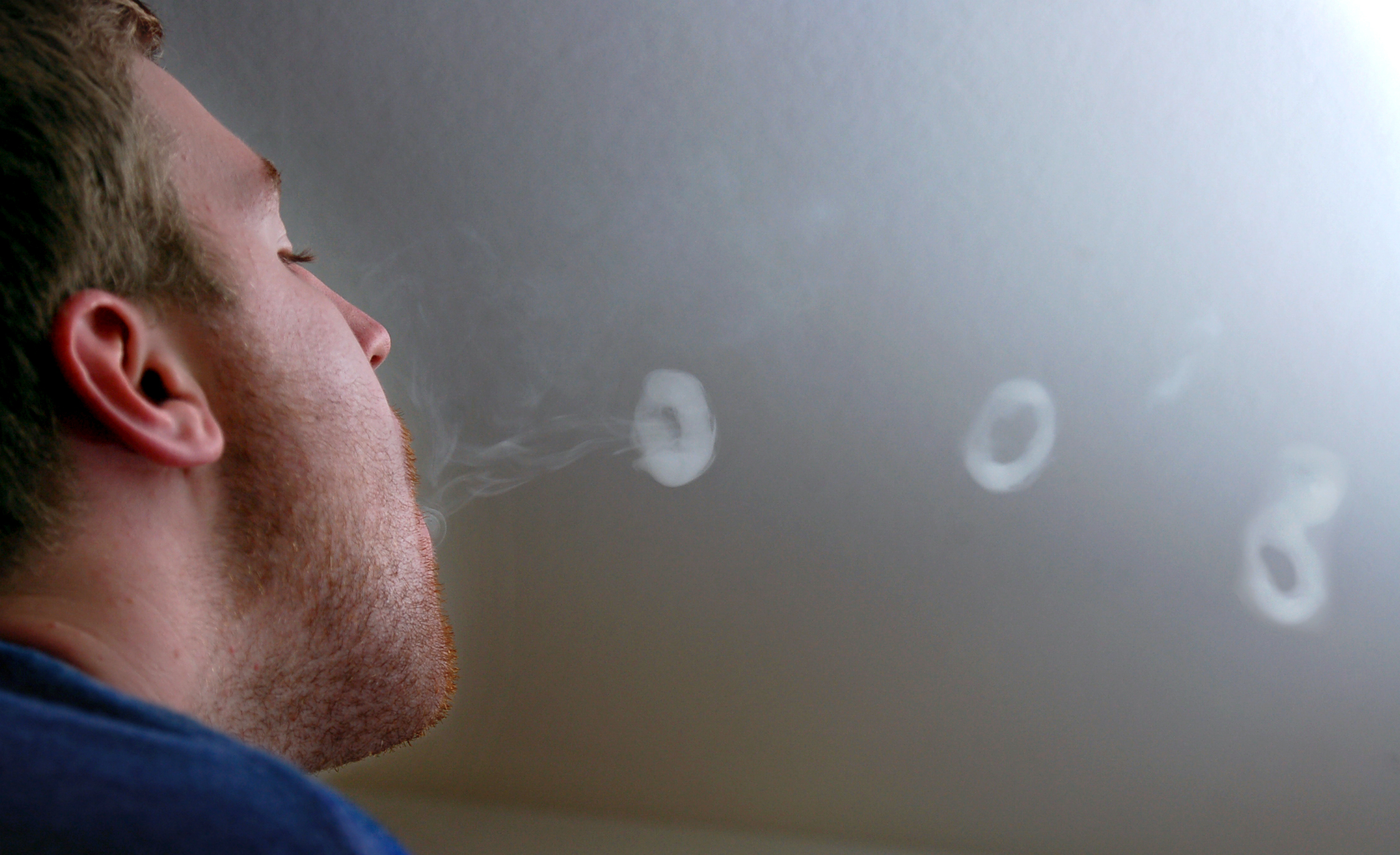
Abbildung 2: Rauchringe

Die Wirbelsätze beschreiben Eigenschaften von Wirbellinien und Wirbelröhren in Strömungen barotroper Fluide mit vernachlässigbarer Viskosität.
Nach den Helmholtz’schen Wirbelsätzen sind Wirbellinien materielle Linien, was bedeutet, dass Wirbellinien mit der Strömung mitschwimmen. Fluidelemente, die auf einer Wirbellinie sind, bleiben ihr verhaftet.
Wirbelröhren, deren Mantelfläche ja aus Wirbellinien gebildet wird, können nicht im strömenden Fluidkörper enden: Sie bilden also Ringe, enden an den Rändern des Strömungsgebietes oder sind buchstäblich unendlich. Diese Eigenschaft erklärt
- warum durch Quirle angeregte Wirbel dazu tendieren, durch das gesamte Fluid reichende Wirbelröhren auszubilden, siehe Abbildung 1, und
- warum Rauchringe bemerkenswert stabil sind, siehe Abbildung 2.

Die Winkelgeschwindigkeit eines Wirbelfadens nimmt zu, wenn dieser gestreckt wird, und nimmt ab, wenn er gestaucht wird.:109